# Alexis Alexandrovitch de Russie
 (juillet 2025).
 (juillet 2025).
Le contenu est difficilement compréhensible vu les erreurs de traduction, qui sont peut-être dues à l'utilisation d'un logiciel de traduction automatique.
Pour les articles homonymes, voir Alexis de Russie.
Le grand-duc Alexis Alexandrovitch (Aleksei Aleksandrovitch Romanov, en russe Алексей Александрович Романов ; est un membre de la famille impériale de Russie, né le 14 janvier 1850 à Saint-Pétersbourg et mort le 14 novembre 1908 à Paris 8e.
Il commence sa formation militaire à l'âge de sept ans, et est nommé lieutenant de la Marine impériale de Russie à vingt ans. En 1871, il est envoyé comme ambassadeur en Chine et au Japon.
En 1883, le grand-duc Alexeï Alexandrovitch de Russie est nommé Amiral général de l'armée impériale russe. Il contribue à l'équipement de la marine avec la construction de nouveaux bâtiments de guerre et la modernisation des ports militaires. Après la défaite de la Russie impériale à la bataille de Tsushima les 27 mai et 28 mai 1905, il est démis de ses fonctions.

## Famille
Il est le quatrième fils et le cinquième enfant de l’empereur Alexandre II de Russie et de la princesse Marie de Hesse et du Rhin.

### Mariage
Il épouse en 1869, Alexandra Vassilievna Joukovskaïa (1842-1899), titrée comtesse Joukovskaïa et fille du poète russe Vassili Joukovski.
De cette union nait Alexis Belevski-Joukovski, né le 26 novembre 1871 et mort en 1930 ou 1932. 
Le grand-duc Alexis Alexandrovitch a également une fille illégitime, Jeanne Just.

## Biographie

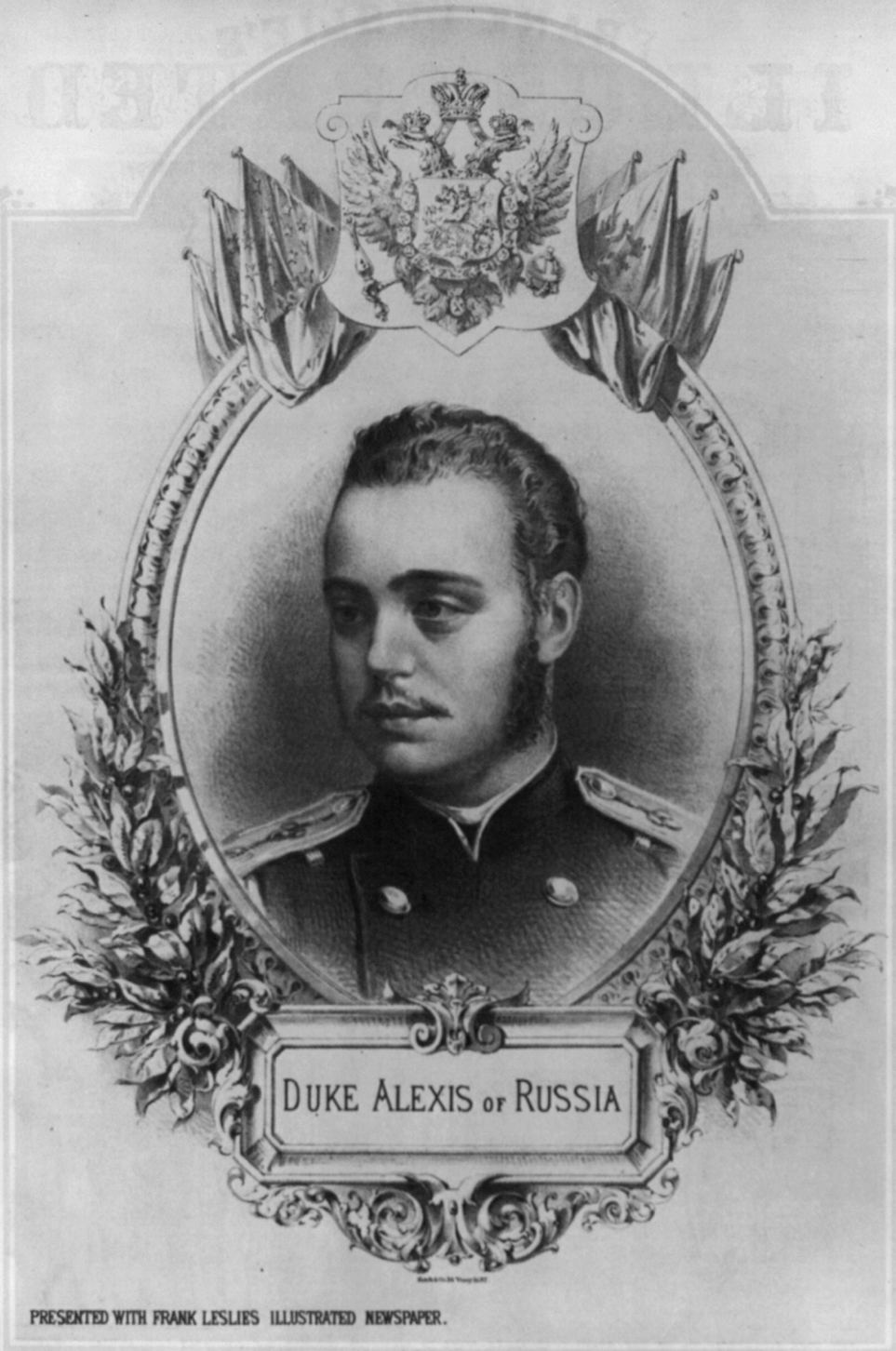
Alexis Alexandrovitch

### Enfance
Le grand-duc Alexis nait le 14 janvier 1850 à Saint-Pétersbourg. Fils du tsar Alexandre II de Russie et de son épouse Marie de Hesse et du Rhin (Maria Alexandrovna), Il a comme frères et sœurs : la grande-duchesse Alexandra, le tsarévitch Nicolas, le grand-duc Alexandre (futur empereur), le grand-duc Vladimir, la grande-duchesse Marie, le grand-duc Serge et le grand-duc Paul.

#### Carrière dans la Marine impériale de Russie
Le grand-duc Alexis est très tôt destiné à la Marine : à l'âge de sept ans, il reçoit le grade d'aspirant et l'amiral Konstantin Nikolaïevitch Possiet devient son tuteur en 1858. Les hivers sont consacrés à l'étude théorique, et les étés, à servir sous la direction de son tuteur, à bord de différents navires en mer Baltique. Il reçoit une formation très stricte, mais peut mettre en pratique ses connaissances sur différents navires.
- En 1860 : Au cours d'un voyage entre Livadia et Peterhof, il sert sur le yacht impérial Standart ;
- De 1861 à 1863 : Sous le commandement de l'amiral Possiet, il sert sur le yacht Zabava dans le golfe de Finlande et le golfe de Botnie ;
- En 1864 : Il sert à bord de la frégate Svetlana dans le golfe de Finlande et en mer Baltique ;
- En 1866 : Il fait un voyage de formation dans les Açores à bord de l'Osliabia[2]

Le 18 septembre 1866, le grand-duc est élevé au grade de lieutenant de marine et poursuit sa carrière en qualité d'officier sur la frégate Alexandre Nevski et entreprend un voyage en Méditerranée, au Pirée.
Le grand-duc Alexis se rend en Grèce en 1866 pour la célébration du mariage de sa cousine, la grande-duchesse Olga Constantinovna, avec le roi Georges Ier de Grèce.
En 1868, le grand-duc fait un voyage dans les terres de Russie. Il quitte Saint-Pétersbourg en train pour Nikolaïevsk et continue son périple en bateau. Il navigue sur la Volga jusqu'à Astrakhan, puis à bord d'un bâtiment de guerre. Ensuite il entreprend une expédition en mer Caspienne : de Bakou il se rend en Perse, puis il traverse le Caucase et parvient à Poti, port où est amarré l’Alexandre Nevski. Le navire largue les amarres et met le cap sur Constantinople puis Athènes et les Açores. Au retour, le navire est pris dans une tempête au large de la côte du Jutland en mer du Nord. Le navire fait naufrage et une partie de l'équipage périt, mais le grand-duc a la vie sauve et parvient à rejoindre la côte.
Le grand-duc Alexis devient majeur en 1868 et prête les deux serments en vigueur dans l'Empire russe : le premier, un serment militaire, le second, le serment d'obéissance des grands-ducs envers la famille impériale de Russie. En juin 1870, débute pour le grand-duc la seconde partie de sa formation militaire, notamment la navigation dans les eaux intérieures, à bord d'un cotre équipé d'un moteur, de Saint-Pétersbourg à Arkhangelsk. Il navigue sur le canal de la Volga à la Baltique (canal Mariinsk) et sur la rivière Dvina.
Sa formation débute après qu'il a visité les écoles et les industries d'Arkhangelsk, à bord de la corvette Varyag. Ce voyage l'emmene aux îles Solovki, puis il traverse la mer Blanche et la mer de Barents, pour atteindre la Nouvelle-Zemble. Ensuite, il continue son voyage de Kola à Mourmansk et fait escale dans les ports de Norvège et d'Islande. Il est de retour à Kronstadt à la fin de septembre 1868.

### Sa liaison avec Alexandra Vassilievna Joukovskaïa
Le grand-duc Alexis noue une relation amoureuse en 1869-1870 avec Alexandra Vassilievna Joukovskaïa (1842-1912), fille du poète et dramaturge Vassili Joukovski (1783-1852) qui a été précepteur de l'empereur. Elle-même épouse du comte Bermann, elle est dame d'Honneur à la Cour. De cette union nait un fils : Alexeï, né le 26 novembre 1871. Le tsar Alexandre II de Russie était fermement opposé à cette liaison.
Selon certains historiens le grand-duc aurait épousé morganatiquement Alexandra Joukovskaïa, mais ce mariage aurait été annulé par l'Église orthodoxe russe et le Saint-Synode car, conformément à la loi régissant la Maison impériale de Russie, ce mariage était illégal. En effet, les articles 183 et 188 interdisaient le mariage sans le consentement de l'empereur. Ces articles sont inclus en 1887 par Alexandre III de Russie lors de la révision des lois en vigueur dans la Maison impériale. Les règles en vigueur en 1870 n'interdisaient pas les mariages morganatiques, mais excluaient les descendances illégitimes de la succession au trône impérial. À ce jour, aucune preuve ne vient étayer ce mariage même morganatique, ni même un divorce. En outre, aucune preuve n'existe sur une éventuelle demande en mariage de la part du grand-duc à son père, le tsar. Alexandra Joukovskaïa était elle-même le fruit d'une union entre un fils illégitime d'un propriétaire terrien russe et d'une esclave de Turquie. Un tel mariage semble donc impensable.
Alexandre II aurait refusé un titre de noblesse à la maîtresse du grand-duc, cependant il reconnait officiellement la paternité du fils d'Alexis, mais non sa légitimité. De même, les tribunaux de la Russie impériale refusent d'accorder un titre de noblesse à Alexandra Joukovskaïa. Elle réussit à obtenir le 25 mars 1875 le titre de baronne de Seggiano de la part de la république de Saint-Marin, avec le droit de le transmettre à son fils aîné et aux descendants masculins du grand-duc Alexis. Ce n'est qu'en 1883, que le tsar Alexandre III, accepte d'accorder à Alexeï Alexeïevitch, baron Seggiano, le titre de comte Beliovski-Joukovski. Il reçoit un blason en 1893.

### Voyage aux États-Unis

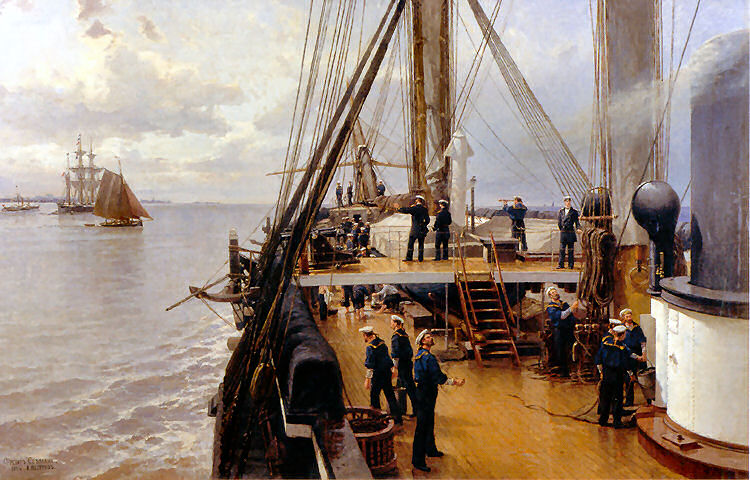
Préparatifs pour le voyage aux États-Unis à bord de la frégate Svetlana.

Alexandre II envoie son fils comme ambassadeur aux États-Unis, après son supposé mariage morganatique. Le grand-duc se rend bien volontiers aux États-Unis et visite trente-quatre villes.
Après la visite officielle à Saint-Pétersbourg en 1867 d'un escadron américain placé sous le commandement de l'amiral David Farragut, le gouvernement russe commence à planifier une visite très officielle de la Marine impériale de Russie. Après de longues négociations, l'on prit la décision de placer la délégation russe sous la direction du grand-duc Alexis. L'annonce officielle de la visite de la délégation russe aux États-Unis fut faite par le ministre de la Marine impériale Nikolaï Karlovitch Krabbe.
La délégation russe placée sous le commandement de l'amiral Possiet monta à bord des frégates Bogali, Svetlana, l'Amiral et la corvette Ignatiev Abrek. La frégate Vsadnik appartenant à la flotte du Pacifique, se joignit en chemin aux quatre navires. Les navires étaient équipés de moteurs, mais, afin d'éviter les escales dans les ports pour le ravitaillement en charbon, la plupart du voyage se fit à voiles. Sans oublier le personnel du grand-duc, l'équipage se composait de 200 officiers et de plus de 3 000 marins. Les navires appareillèrent dans le port de Kronstadt, le 20 août 1871,.
La flotte russe fit sa première escale à Copenhague et le grand-duc descendit à terre afin de rendre visite au roi Christian IX. Pendant la traversée de la Manche, les Russes se joignirent à la Royal Navy à Plymouth, où le grand-duc rencontra le duc d'Edimbourg, fils de la reine Victoria. Une visite au château de Balmoral avait été prévue, mais, en raison d'une indisposition du prince de Galles, elle fut annulée. Cela causa quelques inquiétudes à la reine Victoria . La flotte russe quitta Plymouth le 26 septembre 1871, et mit le cap sur New-York. Ils passèrent quelques jours à Funchal, sur l'archipel de Madère. La flotte russe fut escortée par la flotte américaine placée sous le commandement de l'amiral William Henry Aspinwall, commandant du port de New York et commandant de la frégate Congrès. L'amiral Samuel Lee Phillips, commandant de la flotte de l'Atlantique attendait les visiteurs à bord de son navire, le Severn. La flotte américaine se composait également de l'Iroquois et du Kansas. Plusieurs remorqueurs complétaient cette flotte.
Entre-temps, un comité d'accueil, présidé par William Henry Aspinwall fut mis en place à New York, parmi les membres présents dans ce comité : H. Moses, le général Irvin McDowell (1818-1885), Théodore Roosevelt, l'amiral S.W. Gordon, John Taylon Johnston, le peintre Albert Bierstadt (1830-1902), Lloyd Aspinwall.
Les Russes furent retardés par de mauvaises conditions météorologiques et jetèrent l'ancre dans le port de New York le 21 novembre 1871. Le grand-duc Alexis fut accueilli par le général John Adams Dix. Un défilé militaire fut organisé dans les rues de la ville de New York, puis le grand-duc assista à une liturgie dans une chapelle orthodoxe russe.

### Réception du président Ulysse Simpson Grant
Le 22 novembre 1871, le grand-duc quitta New York pour se rendre à Washington. Il emprunta un train spécial mis à sa disposition. Le convoi se composait de trois voitures : la première était dotée de tout le confort moderne d'un hôtel, la seconde était une voiture-restaurant, et la troisième utilisée comme salon et chambre à coucher.
Le grand-duc fut reçu par le président Grant, son épouse Julia et sa fille Nelly, le 23 novembre 1871. La plupart des membres du gouvernement étaient présents, comme Hamilton Fish (secrétaire d'État), Columbus Delano (ministre de l'Intérieur) et son épouse, Amos Tappan Akerman (procureur général), George S. Boutwell (chancelier de l'Échiquier), Georges Maxwell Robesonia (ministre de la Marine), le général Frederick Dent Tracy (le frère du président et du ministre de la Guerre), John Creswell (directeur-général de l'US Post Office), les généraux Horace Porter et Orveille E. Babock).
Le grand-duc arriva à 13 heures en compagnie de l'amiral Possiet, du ministre Konstantin Katakazi et d'autres personnalités de son entourage. Le président des États-Unis et les membres de son cabinet reçurent la délégation russe dans le Salon Bleu où eurent lieu les présentations. Le président américain conduisit le grand-duc dans le Salon Rouge où il rencontra les dames, la conversation dura quinze minutes.
La visite de Washington ne dura qu'une seule journée et aucun divertissement n'avait été prévu en l'honneur du grand-duc, alors que l'on avait déjà offert des dîners pour d'autres membres de familles royales en visite aux États-Unis. Ainsi lors de la venue de François d'Orléans, prince de Joinville, John Tyler avait organisé un dîner officiel, de même lorsque Abraham Lincoln rencontra le prince Napoléon Bonaparte, futur empereur Napoléon III, . Le soir de sa visite, le grand-duc et sa suite, dont le ministre Konstantin Katakazi, assistèrent un dîner à la Maison-Blanche donné par le général Porter, seul représentant de l'Amérique.
Le général américain lui demanda s'il pensait revenir à Washington, le grand-duc lui confia alors son désir d'assister à une séance du Congrès, mais la situation diplomatique difficile causée par la présence du ministre russe empêcha la réalisation du vœu du grand-duc. On évoqua vaguement un éventuel traité d'alliance militaire entre la Russie et les États-Unis qui n'eut jamais lieu.
Le lendemain, le grand-duc se rendit à Annapolis en train spécial et visita l'Académie navale américaine, puis revint à New York.

#### Visite du grand-duc sur la côte Est des États-Unis

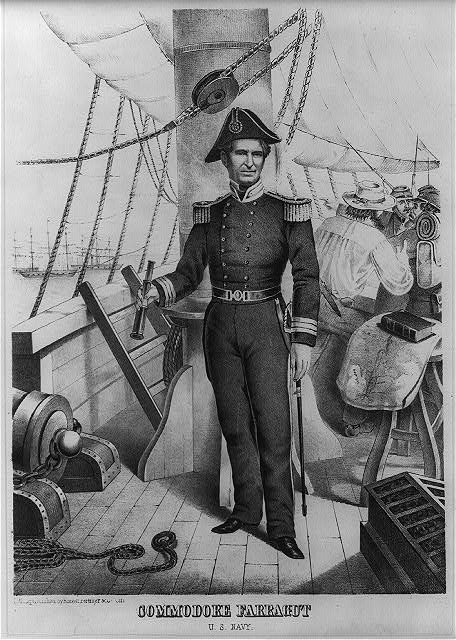
Farragut dans les haubans du Hartfort lors de la bataille de Mobile Bay, tableau de William Page.

À New York, le grand-duc visita le Brooklyn Navy Yard (chantier naval de New York), Fort Wadsworth et les fortifications de l'île des Gouverneurs, en outre, il passa en revue les pompiers de Tompskins Square. Le point culminant de son séjour dans cette ville fut un voyage à bord d'un bateau sur l'Hudson et la visite de l'Académie militaire des États-Unis à West Point.
De nombreux bals furent donnés en son honneur, les plus importants eurent lieu à la Navy yard et à l'Académie de Musique où il assista à la représentation des opéras de Faust de Charles Gounod et Mignon d'Ambroise Thomas. Le grand-duc fit l'acquisition de bijoux et de statues de bronze chez AT Stewart et chez Tiffany & Co.,,,,,,.
Le 2 décembre 1871, fut organisée une cérémonie au cours de laquelle le grand-duc Alexeï Alexandrovitch de Russie rencontra le peintre et inventeur Samuel Morse, William Stoddard, William Page (en), Albert Bierstadt et de nombreux autres artistes. Le tableau représentant Farragut dans les haubans du Hartford lors de la bataille de Mobile Bay de William Page, le grand-duc reçut ce présent comme un don de citoyenneté de la ville de New York au tsar Alexandre II de Russie. Le général John Adams remit un parchemin au grand-duc contenant le commentaire suivant : l'espoir d'une union entre la Russie et les États-Unis. Le tableau fut placé dans le navire amiral et prit le chemin de la Russie.
Le 3 décembre 1871, le grand-duc Alexeï Alexandrovitch de Russie se rendit à Philadelphie où il fut reçu par le général Georges Gordon Meade (1815-1872) et l'amiral Turner, il visita le Collège Girard, la Locomotive Works Baird et le chantier naval, le grand-duc reçut en cadeau un lévrier afghan,.
Du 7 décembre au 14 décembre 1871, le grand-duc Alexeï Alexandrovitch de Russie séjourna dans la ville de Boston dans le Massachusetts, la visite de cette ville se fit dans le landau utilisé par Abraham Lincoln lors de sa visite de Boston. Le grand-duc fut solennellement accueilli à l'hôtel de ville et la mairie. Au cours de son séjour il visita la grande université Harvard et la banlieue de Cambridge et de nombreuses écoles privées, en outre il visita le champ de bataille de Bunker Hill et les chantiers de Charlestown.
Le grand-duc Alexis Alexandrovitch de Russie assista également à un festival de musique où, en son honneur, chanta un chœur de 1 200 enfants. Pour cette occasion, une marche de bienvenue fut composée par Julius Eicheberg, dédiée à Son Altesse Impériale,.
Au théâtre de Boston, un bal fut donné en l'honneur du grand-duc. Le coût de ces festivités s'éleva à 14 678,58 $ (l'équivalent de 750 000 $ d'aujourd'hui).

#### Visite du grand-duc au Canada
Le 17 décembre 1871, le grand-duc Alexis prit le train à Boston pour se rendre au Canada. Tout d'abord, il fit une halte à Montréal où il prit le petit déjeuner avec le maire de la ville, puis il se rendit à Lachine au Québec. En passant par Ottawa et Toronto il atteignit finalement Clifton Hill le 22 décembre 1871. Au cours de son voyage, un télégramme fut remis au grand-duc dans lequel la reine Victoria l'informait de la guérison du prince de Galles. De Clifton Hill, le grand-duc se rendit en traîneau aux chutes du Niagara, vêtu de vêtements recouverts d'huile utilisée par les pêcheurs, le grand-duc passa sous les cascades. Il traversa la rivière Niagara sur un nouveau pont suspendu.

#### Visite du grand-duc dans le Midwest
Le 23 décembre 1871, le grand-duc se rendit par le train, de Buffalo à New-York où il passa Noël. Il se rendit au Parepa-Britannique Rosa Opéra où il assista à une représentation de la soprano Euphrosyne Parepa-Rosa et lui offrit un bracelet serti de turquoises et de diamants. Le lendemain de Noël, le grand-duc se rendit à Cleveland dans l'État de l'Ohio où il visita une aciérie et d'autres industries dans le Newburgh Heights, il visita la caserne des pompiers de Cleveland et l'exposition nationale des inventeurs. De Détroit où le grand-duc fit une halte, il prit la route de Chicago où il arriva le 30 décembre 1871.
Récemment touchée, (du 8 octobre au 10 octobre), par un grand incendie, la ville de Chicago se remettait de cette catastrophe. Le grand-duc visita la ville détruite par le feu et fut surpris du rythme de l'activité de reconstruction. Pour les personnes privées d'abri par l'incendie, il donna 5 000 $ USD soit l'équivalent de 250 000 $ or d'aujourd'hui. Le grand-duc versa d'autres sommes pour les personnes vivant dans les bidonvilles de Boston et de New York. Le Jour de l'An avec le général Philipp Sheridan, le grand-duc rendit visite aux dames. Du 2 janvier au 4 janvier 1872, il visita Milwaukee dans le Wisconsin, le 5 janvier 1872, il arriva à Saint-Louis dans le Missouri où il séjourna pendant plus d'une semaine.

#### Excursion dans les territoires de chasse du grand-duc Alexis

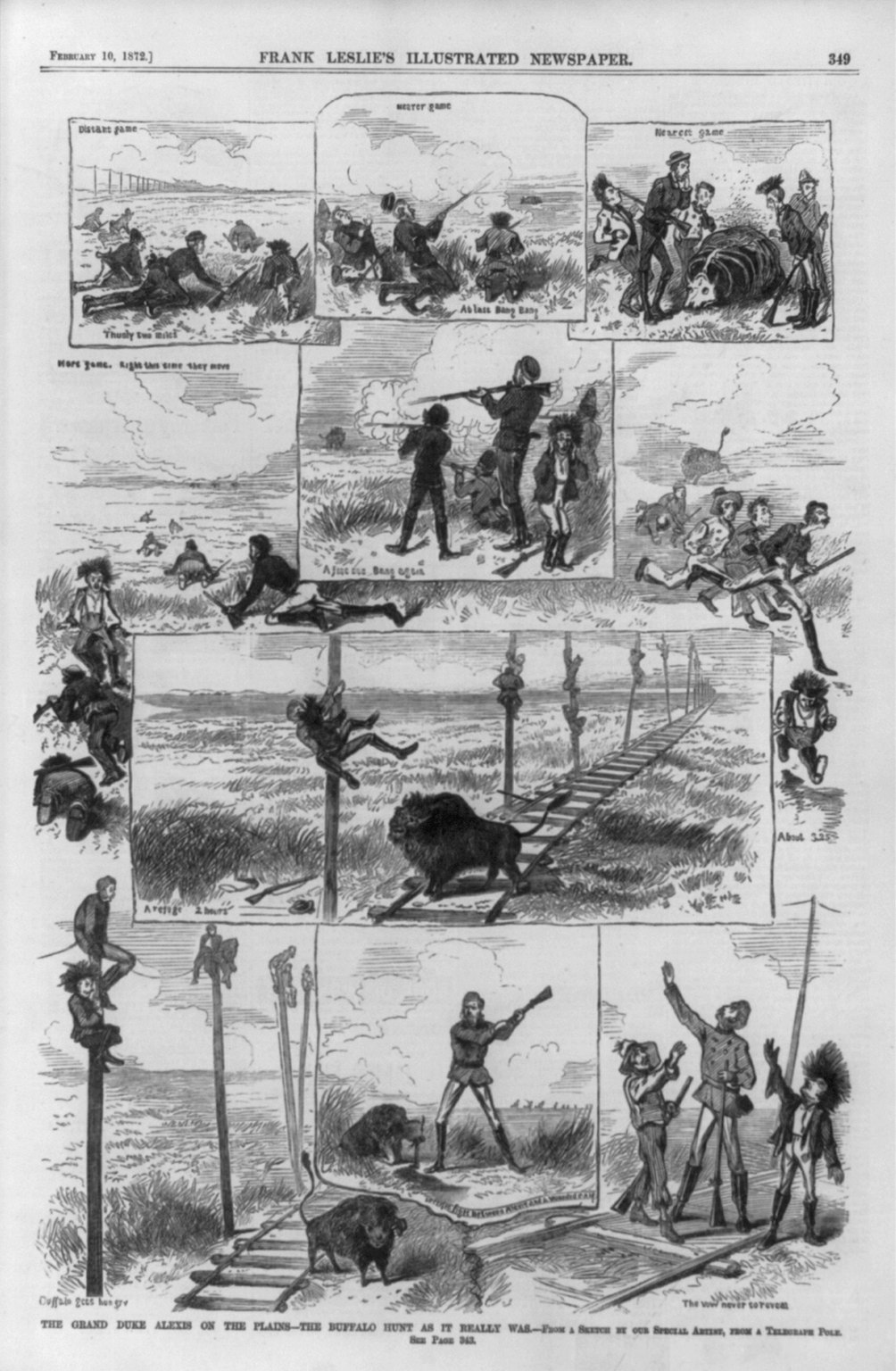
Journal de bande dessinée représentant la chasse du grand-duc Alexis aux États-Unis.

Le 14 janvier 1872 le grand-duc, accompagné de personnalités américaines célèbres de l'époque, participa à une chasse au bison dans le Sud-Ouest du Nebraska.
On lui organisa une chasse, dont les préparatifs furent longs et complexes et furent dirigés par le général Joel Palmer. Cet événement mobilisa deux compagnies d'infanterie, deux compagnies de cavalerie, des piqueurs, des bergers, des guides et des cuisiniers.
Le grand-duc Alexsi arriva accompagné du général Philip Sheridan et du général George Armstrong Custer à Fort Pherson le 13 janvier 1872 par un train spécialement conçu par la Pennsylvania Railroad Company. Ils furent accueillis par une foule enthousiaste parmi laquelle on put distinguer William Frederick Cody, plus connu sous le nom de Buffalo Bill, après la lecture d'un discours le grand-duc se rendit sur le territoire de chasse.
Le grand-duc et le général Philip Sheridan voyagèrent dans une voiture découverte avec un attelage tiré par quatre chevaux ; Buffalo Bill escorta le convoi avec cinq ambulances, une voiture légère pour les bagages, trois chariots chargés de « champagne et de spiritueux » et environ quinze à vingt chevaux. Le changement des chevaux se produisit à Medicine Creek, à peu près à mi-chemin du camp de base, en ce lieu, les voyageurs firent une halte pour se restaurer. Le groupe de la deuxième compagnie de cavalerie était déjà en place et prêt à jouer le Hail to the chief lorsque le grand-duc fit son apparition. Le voyage eut une durée d'environ huit heures sur une distance de 50 miles.
Le camp se composait ainsi : deux tentes de premiers secours (aussi utilisées comme salle à manger), une dizaine de grandes tentes pour les domestiques et les soldats ; la grande tente couverte de tapis orientaux fut destinée au grand-duc. Concernant la partie de chasse, Buffalo Bill s'entretint avec Spotted Tail, chef de la tribu indienne des Brûlés Lakotas. Ce dernier accepta de rencontrer : « e grand chef venu de l'autre côté de l'eau pour lui rendre visite ». Environ 600 guerriers sioux, commandé par Coda Machiatto et d'autres tribus indiennes se réunirent pour rendre hommage au grand-duc. Par la suite, ils furent récompensés par 10 000 rations de farine, de sucre, de café et de tabac transportés dans vingt-cinq wagons.
Spotted Tail vêtu d'un costume qui lui donnait une allure maladroite fut présenté au grand-duc, et répondit à son salut par le traditionnel Hugh.
Le grand-duc prit beaucoup de plaisir à s'exercer à la lance et au tir à l'arc, afin de montrer l'art de la guerre indienne, il fut ensuite organisé un simulacre de combat, tout cela se termina par une grande danse de guerre. On nota l'attention considérable du grand-duc pour une jeune fille indienne, cela inquiéta sa mère, l'impératrice Marie Alexandrovna informée du flirt de son fils, de Saint-Louis il écrivit : « Parler de mon succès avec cette chère Américaine tant écrit par les journaux, je peux dire que c'est une absurdité ».
Un différend surgit au moment où, le général George Armstrong Custer probablement grisé par le champagne, aborda de façon plutôt triviale la belle-fille du chef Spotted Tail âgée de seize ans. Le grand-duc fut en mesure de calmer les esprits en offrant des couvertures rouges et vertes, des couteaux dotés d'un manche en ivoire et une grande bourse contenant des dollars en argent. Un conseil formel se tint dans la tente du général Philip Sheridan, le calumet de la paix circula parmi les membres du conseil, Buffalo Bill profita de l'occasion pour présenter sa demande de droit à chasser librement dans le sud de la rivière Platte et de commerce dans plusieurs magasins,.

#### Chasse au bison

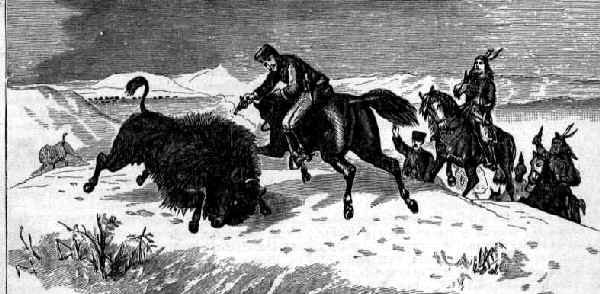
Le Grand-duc Alexeï Alexandrovitch de Russie tue un bison d'un coup de revolver à Red Willow Valley; estampe de 1879.

La grande chasse eut lieu le jour du vingt-deuxième anniversaire d'Alexis Alexandrovitch de Russie, le 14 janvier 1872. Pour l'occasion, le grand-duc revêtit un costume se composant d'une veste et d'un pantalon de gros drap gris et vert ornés de broderies et de boutons gravés portant les armoiries de la Maison impériale de Russie. À la manière européenne, il était chaussé de bottes, chose inhabituelle pour ses hôtes américains. Le grand-duc portait un couteau de chasse russe, un révolver américain orné des armoiries des États-Unis, cette arme lui ayant été récemment offerte. Le groupe de chasseurs se dirigea vers le troupeau de bisons se trouvant dans la région de Red Willow Creek, le grand-duc montait le célèbre cheval Brucksin Joe utilisé par Buffalo Bill lors de ses chasses aux bisons. Cet animal avait été dressé à galoper à grande vitesse afin de permettre un ajustement optimal de la cible. Un groupe de bisons ayant été repéré, le grand-duc désirait tenter une charge, mais Buffalo Bill l'en dissuada; Au contraire, la compagnie s'approcha contre le vent, au moment où ils étaient à une centaine de mètres du troupeau. Le grand-duc inhabitué à tirer au revolver sur un cheval au galop fit feu, mais rata sa cible. Buffalo Bill rejoignit Alexis Alexandrovitch et lui donna son célèbre fusil de calibre 48 Lucrèce avec lequel il disait avoir tué de 4 200 bisons, en outre, il lui conseilla de se placer à la hauteur du flanc de l'animal et de faire feu. Lorsque le grand-duc réussit à tuer un bison mâle, la peau fut soigneusement ôtée et préparée, le grand-duc l'emporta en Russie, comme souvenir de sa chasse dans les plaines du Far West. Le tableau de chasse de cette première journée fut de trente bisons tués. Le groupe de chasseurs revint au campement où il fut distribué gratuitement du champagne et autres boissons alcoolisées, la soirée se passa dans un grand esprit de camaraderie.
Le lendemain matin, Spotted Tail se présenta flanqué de Deux Lances, chef de la tribu Sioux Nakota. Le grand-duc put assister à une démonstration de technique de chasse indienne. Lors de son approche d'un troupeau de bisons, Deux Lances put montrer ses talents de chasseur. Il transperça d'une flèche de part en part un bison. Cette flèche fut conservée et remise au grand-duc au cours de cette partie de chasse. Le grand-duc abattit deux bisons, l'un d'entre eux tué d'un tir de revolver à une distance de quelques centaines de mètres.
La partie de chasse terminée, les chasseurs retournèrent à Fort Mac-Pherson où le général Sheridan proposa à Buffalo Bill de prendre les rênes d'un chariot afin de montrer au grand-duc une course dans les plaines avec un chariot tiré par des chevaux au grand galop. La voiture cahota sur la prairie, les occupants ne purent tenir en place. Le grand-duc, ayant beaucoup apprécié la chass, offrit à Buffalo Bill un manteau de fourrure et de précieux boutons de manchettes pour sa chemise.

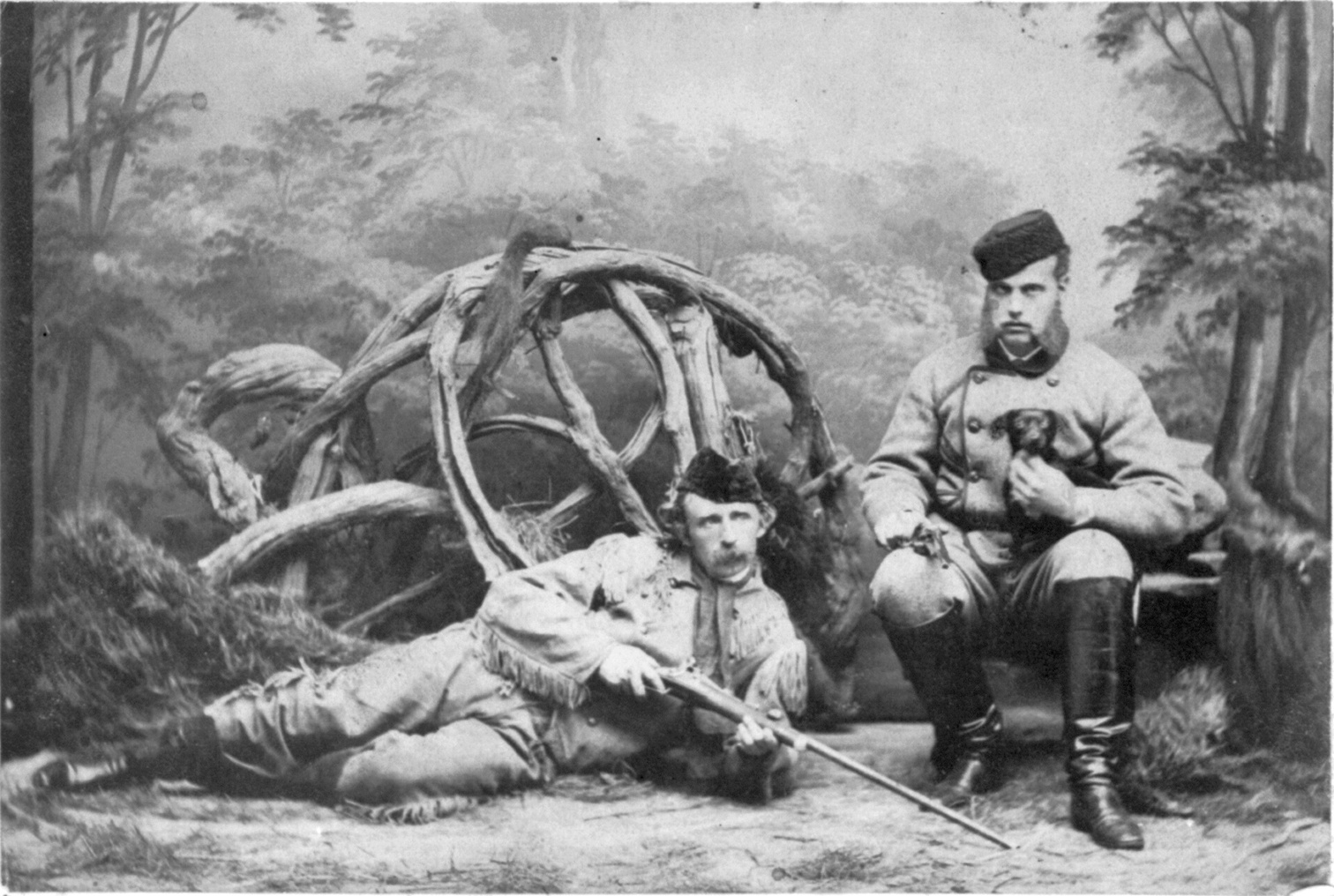
Le grand-duc Alexis et le général Custer à Topeka, le 22 janvier 1872.

De Fort Mac Pherson, le grand-duc se dirigea en train vers Denver où il arriva le 17 janvier 1872. Au cours de son séjour dans cette ville, il assista à un bal organisé par le club des pionniers et visita quelques mines. Le grand-duc semblait apprécier le nouveau sport appris depuis peu, Il chassa de nouveau le bison à Colorado Springs. Au cours de son voyage de retour vers Denver, il fit halte dans les villes de Kansas et Saint-Louis. Au cours de cette seconde chasse il s'avéra que les chevaux n'étaient pas destinés à chasser le bison. Une grande confusion régnait au sein du groupe de chasseurs et de nombreuses personnes furent blessées. Néanmoins, le grand-duc réussit à abattre 25 bisons. Alors même que le train traversait l'ouest du Kansas, à Topeka, ils abattirent un certain nombre de bisons. Ils atteignirent la ville de Topeka le 22 janvier 1872. On estime, le stock de champagne et de caviar épuisé lors de leur arrivée à Saint-Louis ,,,,,,.
Le général Armstrong Custer devint l'un des meilleurs amis du grand-duc et continua à l'accompagner avec sa suite dans l'État du Kansas, à Saint-Louis et en Floride. Les deux hommes maintinrent une correspondance jusqu'à la mort du général, le 25 juin 1876 à la bataille de Little Big Horn.
Cet événement porta aux États-Unis le nom de « Grande chasse royale de Buffalo » ou la « Grande chasse royale à la Buffalo ». Depuis l'année 2000, le Centre Hayes du Nebraska organise chaque année « le Rendez-vous du grand-duc Alexis », une reconstitution de cette chasse au bison.
Le grand chef de la tribu des Brûlés Lakota, Spotted Tail, offrit au grand-duc Alexis un wigwam indien, un arc et des flèches, qu'il emporta à Saint-Pétersbourg. Aaujourd'hui, ils sont conservés au musée de Tver. En souvenir des aventures du grand-duc Alexis dans la grande Amérique, chaque année, un divertissement spécial a lieu : des acteurs arrivent dans un village de tentes avec de grosses charrettes tirées par des chevaux, sur le lac des pirogues indiennes. Les hommes sont armés d'épées et de tomahawks, les femmes vêtues de jupes longues dansent. Cette représentation présente un seul but : donner l'impression aux participants d'être dans le vieux Far West américain.

#### Visite du grand-duc dans les États du Sud américain
Le grand-duc rendit une brève visite à la ville de Cincinnati dans l'Ohio le 26 janvier 1872, le 28 janvier de la même année, il quitta Louisville dans le Kentucky où il visita le Mammoth Cave, Poursuivant son voyage à bord de la Grande République, le grand-duc arriva à Memphis dans l'État du Tennessee le 2 février 1872. Après une visite de la ville, il monta à bord du James Howard le 8 février 1872. Après une escale à Vicksburg, il arriva à La Nouvelle-Orléans.

#### Visite de La Nouvelle-Orléans par le grand-duc

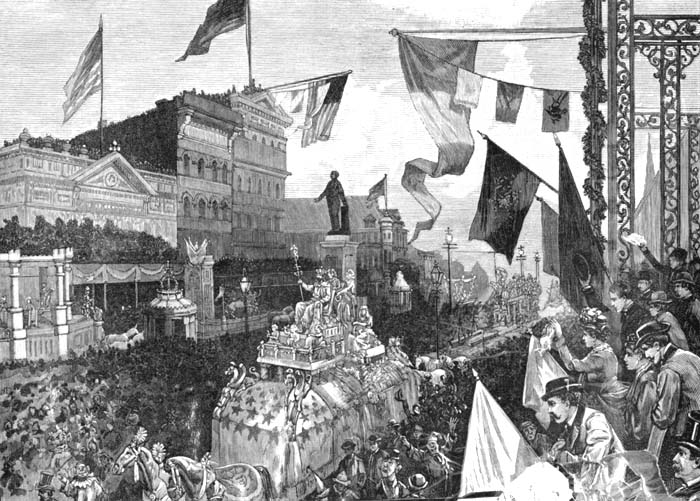
Le carnaval à La Nouvelle-Orléans en 1885, sur le char trône le roi du carnaval.

Arrivé à La Nouvelle-Orléans, Le grand-duc prit part aux festivités données à l'occasion du Mardi gras, dont il fut l'invité d'honneur.
Il y eut beaucoup de légendes au sujet de la visite du grand-duc à La Nouvelle-Orléans. Selon certaines sources, certaines personnes de la ville avaient prévu la parade dès le premier jour de sa visite, mais cela se révèle inexact. La Nouvelle-Orléans éprouvait beaucoup de difficulté à se remettre des effets de la guerre de Sécession. Dans le même temps, certains dirigeants de la ville estimaient nécessaire de remettre de l'ordre dans les rues avant la parade du Mardi Gras. Il fut décidé d'organiser une parade et l'on forma un nouveau comité composé des personnes les plus importantes, qui reçut le nom d'École du Design présidée par le REX (cette organisation est aujourd'hui connue sous le nom de Rex Organisation). Ce comité fondé par de jeunes hommes ne fut pas créé seulement pour divertir le grand-duc, mais également afin de d'organiser un défilé susceptible d'attirer et de distraire les touristes et les citoyens. Ensuite, l'un des membres du Comité, Lewis J. Salomon, fut chargé de récolter des fonds pour l'organisation de la parade et désigné premier roi du carnaval. Avant qu'il ne commence son règne, il emprunta la couronne, le sceptre et le costume de Laurent Barret, célèbre acteur shakespearien jouant le rôle de Richard III au Théâtre des Variétés.
Une autre légende puise son origine dans une prétendue liaison entre le grand-duc et la comédienne Lydia Thompson rencontrée quelques jours plus tôt avant son arrivée dans la ville de Louisiane. En effet, il s'était rendu à l'Académie de Musique dans la Saint-Charles Avenue pour assister à une représentation de Barbe Bleue. Lydia Thompson s'y produisait et chanta une chanson aux paroles révisées dont le titre était : If ever I cease to love, le titre initial étant "The Girl on The Flying Trapeeze" fame composée en 1868 par Georges Leybourne et publiée en Angleterre en 1871. Les attentions du grand-duc allèrent plutôt vers Lola Cabtree, une comédienne jouant l'un des principaux rôles dans Little Détective (sa célébrité naquit lors de la ruée vers l'or en Californie). Ce fut une liaison brève. Toutefois, le grand-duc lui fit parvenir un bracelet serti de diamants, d'opales et de perles.
Se basant sur les rumeurs de la liaison du grand-duc avec Mlle Thompson et convaincu d'une attirance particulière du grand-duc pour la chanson If ever I Cease to love, celle-ci fut choisie comme hymne de la parade de La Nouvelle-Orléans. La popularité de cette mélodie était antérieure au premier carnaval de La Nouvelle-Orléans de 1872. L'adaptation de If ever I cease to love fut certainement l'œuvre du journaliste Edward C. Hancock dont le journal publia une parodie en 1871.
« Le puissant grand-duc Alexis
Monta un bison au Texas
Si jamais je cesse de l'aimer. »
Alexis Alexandrovitch de Russie ne monta jamais un bison au Texas, le mot Nebraska ne rimant pas avec Alexis.
En outre, le grand-duc reçut l'infime honneur de choisir la couleur officielle du Mardi gras. Suivant la tradition de l'héraldique, on opta pour le violet symbolisant la justice, le vert pour l'espoir et l'or pour le pouvoir. La rumeur publique désigna ces couleurs comme celles de la dynastie des Romanov, ce qui est une erreur.
Le défilé auquel assista le grand-duc possède très peu de similitudes avec celui de notre époque. Le Roi montait un cheval, le défilé joua l'hymne national russe en l'honneur du grand-duc ,,.
La flotte russe appareilla à Pensacola, en Floride, le 22 février 1872. On estime que des centaines de kilos de viande de bison congelée furent soigneusement conservés à bord.
Selon les dires de Libbie Custer, épouse du général Armstrong Custer, le grand-duc était plus attiré par les jolies filles et la musique que par le pays qu'il visitait, mais pendant son séjour le grand-duc passa son temps à comprendre les États-Unis .

### Ses liens avec les États-Unis
- Philip Sheridan : deuxième dans la chaîne de commandement de l'armée des États-Unis
- George Armstrong Custer : celui-ci devint vite l'ami du grand-duc, ils continuèrent à correspondre jusqu'au décès du général Custer à la bataille de Little Big Horn (25 juin et 26 juin 1876)
- Buffalo Bill : celui-ci prêta au grand-duc son fusil et son cheval, il lui apporta son aide pour tuer un buffle mâle.
- Spotted Tail : celui-ci montra au grand-duc comment les indiens tuaient les buffles sans fusils.

Cet événement marqua le grand-duc Alexis pour le restant de ses jours, souvent il narrait les souvenirs de cette chasse.

### Ambassadeur au Japon
Sur le chemin du retour vers la Russie, la flotte russe fit escale à La Havane le 29 février 1872. À cette époque, Cuba était toujours une colonie espagnole et au centre d'une guerre de dix années contre des rebelles désirant proclamer l'indépendance de l'île. Bien qu'en lutte à l'ouest de l'île contre les rebelles dirigés par Carlos Manuel de Céspedes, cela n'empêcha pas le gouverneur Blas Villate, comte de Valmaceda de recevoir le grand-duc Alexeï Alexandrovitch de Russie avec tous les honneurs. Pendant le séjour du prince impérial de Russie à La Havane, des bals furent organisés chaque soir, il assista à une représentation de Crispino et la Commère Martha au Grand Théâtre de La Havane. Le grand-duc visita également les travaux du canal du Vent (aujourd'hui Aqueduc d'Albe) utilisé pour l'approvisionnement en eau de la ville, il assista à un combat de coqs à Marianao, à une corrida à la Plaza de Torros de La Havane. Les jours suivants, il visita la rivière Yumuri et la ville de Matanzas.
La prochaine étape fut Rio de Janeiro, le grand-duc Alexeï Alexandrovitch de Russie ancra dans ce port le 3 juin 1872. À bord de la Svetlana, il rencontra l'empereur Pierre II du Brésil, le souverain impérial remit au grand-duc l'Ordre de l'Empereur Don Pedro Ier. Le grand-duc montra une petite déception, il espérait recevoir l'Ordre impérial de la Rose (Ordre inférieur au précédent mais plus beau) . Une semaine plus tard, le 9 juin 1872, le prince impérial quitta le Brésil.
Toujours à bord de la frégate Svetlana, le grand-duc Alexeï Alexandrovitch de Russie passa le de cap de Bonne-Espérance, il fit escale au Cap, Batavia, Singapour, il visita la Chine (Hong Kong, Canton et Shanghai) , et le Japon,,,.

### Voyage au Japon du grand-duc
Le 15 octobre 1872, la flotte russe jeta l'ancre dans le port de Nagasaki, le grand-duc et sa suite furent reçus par le gouverneur local. Le programme se composait d'un dîner officiel en son honneur, de visites dans les villages environnants et d'une démonstration des soixante meilleurs combattants japonais en arts martiaux. Le 22 octobre 1872, Le grand-duc et les membres de son entourage visitèrent le petit village d'Inasa où réside une petite communauté de Russes. Par la suite la délégation russe visita deux hôtels, le Kronstadt et le Moscou et un cimetière orthodoxe.
La flotte russe quitta Nagasaki le 24 octobre 1872, elle fit escale à Kobe. Le grand-duc fut reçu par le gouverneur de cette ville. À la vue des pousse-pousse, les Russes furent ébahis par ce mode de transport inconnu d'eux, les membres de la délégation russe empruntèrent les pousse-pousse pour se rendre aux cascades de Nunobeki situées près de la ville. À Kobe, ils purent assister à une représentation théâtrale.
Le 1er novembre 1872, le grand-duc fit escale à Yokohama, où il fut reçu par le prince Arisugawa Taruhito Daijō daijin (chancelier de l'empire du Japon), qui accompagna le grand-duc au château d'Edo, où il rencontra le ministre des Affaires étrangères japonais Soejima Taneomi. Le 5 novembre 1872, le grand-duc rencontra officiellement L'Empereur du Japon Meiji Tennō (1852-1912). Le 9 novembre 1872, aux côtés du mikado, il assista à une parade des Japonais, et, de retour au palais impérial, il fut reçu par l'impératrice Masako. Quelques jours plus tard, l'empereur du Japon rendit visite à la flotte russe ancrée dans le port de Yokohama.

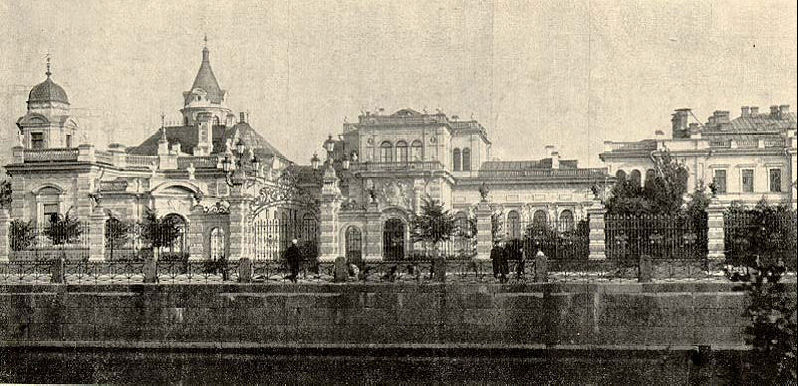
Le palais du grand-duc Alexis Alexandrovitch de Russie sur les rives de la Neva.

L'Empereur du Japon remit son portrait pour le tsar de Russie. Le 26 novembre 1872, la flotte russe quitta le port japonais et mit le cap sur Vladivostok, base navale de la Marine impériale de Russie dans le Pacifique. Il accosta dans ce port le 5 décembre 1872, soit un an et demi après son départ de Kronstadt. De retour à Saint-Pétersbourg par la Sibérie, le grand-duc s'occupa de la construction de son palais, le palais Alexeïevski situé au bord de la Neva à Saint-Pétersbourg.

### Les différents commandements exercés

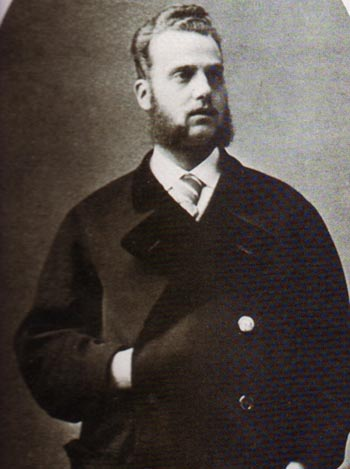
Le grand-duc Alexis de Russie.

Le grand-duc Alexis reçut le commandement de la flottille de Danube pendant la guerre russo-turque de 1877-1878 et prit part à diverses opérations militaires. Le 9 janvier 1878, lui fut décerné l'Ordre de Saint-Georges (4e classe).
Il fut promu au grade d'adjudant-général en 1878 et le 1er janvier 1881, il fut admis à siéger au Conseil d'État.
Le 13 juillet 1881, il fut nommé chef principal de la Marine impériale de Russie, succédant à ce poste à son oncle, le grand-duc Constantin.
Il devient amiral le 1er janvier 1888, et le 15 mai 1888, général-amiral (fonction précédant celle de ministre de la Marine impériale de Russie). Il fut le dernier général-amiral de la flotte russe. Il fut chef du Corps des cadets de la Marine et exerça le commandement dans le régiment d'infanterie de la Garde impériale de Moscou, au 37e régiment d'Ekaterinbourg, au 77e régiment de Tenginskogo et le 17e régiment de Sibérie orientale.
Alexos de Russie réussit à augmenter cinq fois le budget de la Marine et fit construire un grand nombre de cuirassés, de croiseurs, etc. Il réorganisa le port de Sébastopol, celui d'Alexandre-III (aujourd'hui Liepaja), de Port-Arthur et agrandit les quais des ports de Kronstadt, Vladivostok et Sébastopol. Il augmenta aussi le nombre des membres d'équipage.
Le grand-duc Alexis fut démis de ses fonctions pendant la guerre russo-japonaise, le 2 juin 1905.

### Sa vie à la cour impériale de Russie
Loin de son bureau, le grand-duc Alexis de Russie consacrait son temps aux plaisirs de la vie : il collectionnait de l'argenterie, rassemblait des objets artistiques destinés à décorer son palais. Ses vacances, il les passait à Biarritz ou à Paris, chaque fois, en compagnie d'une dame différente.
À la fin de la décennie de 1880, le grand-duc eut une liaison avec l'épouse morganatique de l'un de ses cousins, le duc de Leuchtenberg. Née Zinaïda Skobelieva, ravissante femme, elle était l'épouse d’Eugène de Leuchtenberg, prince Romanovsky (1847-1901). Le grand-duc, très épris de Zinaïda, vécut sous le toit du duc. Eugène de Leuchtenberg connut de graves revers de fortune et pendant des années vécut de la générosité de son épouse et du grand-duc. Malgré la mort de son épouse en 1899, il continua à vivre sous le même toit qu'Alexis de Russie.
En plus de ses fonctions militaires, le grand-duc occupait le poste de président de la Commission impériale pour la promotion des ballets.

### Ses liens avec la France

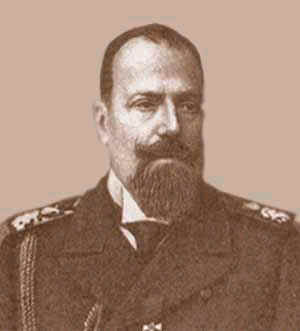
grand-duc Alexis de Russie, commandant de la flotte russe au cours de la guerre russo-japonaise de 1904-1905

Le grand-duc Alexis était extrêmement francophile et passait le plus clair de son temps en France, dont il goûtait la bonne chère. Il semble que l’expression « la tournée des grands-ducs » provienne du souvenir de ses largesses.
Érudit, il faisait partie de plusieurs sociétés savantes en France. Il demeurait dans un luxueux hôtel particulier, au 38 de l'avenue Gabriel, acheté en 1897.
Il accueillit, en tant que grand amiral et commandant suprême de la flotte impériale russe, l’escadre française de l'amiral Gervais à Kronstadt pendant l’été 1891, dans le cadre de la future Alliance franco-russe.
Le président Sadi Carnot et l'amiral Henri Rieunier, ministre de la marine, reçurent en France à Toulon et Paris lors des fêtes de l'Alliance franco-russe d'octobre 1893, la flotte impériale de Russie de la Méditerranée et le grand-duc Alexis, grand amiral de la flotte Russe.

### Mort
Après l'assassinat du grand-duc Serge le 17 février 1905, le grand-duc Alexis fut démis de ses fonctions dans la Marine impériale en juin 1905. Il séjournait la plupart du temps à Paris , dans une maison achetée en 1897. Cette maison située avenue Gabriel accueillait des écrivains, des peintres, des acteurs et des actrices. Il avait peu d'attirance pour la vie militaire, mais portait un grand intérêt aux arts et à la mode. Depuis longtemps, il était reconnu comme un grand connaisseur de la vie mondaine, artistique et littéraire parisienne. C'était une figure familière dans les restaurants et les théâtres. Mais la vie menée par grand-duc eut finalement des répercussions sur son état de santé: il mourut d'une pneumonie le 14 novembre 1908 peut-être encore célibataire. Il eut droit à des funérailles grandioses à Paris.
Alexis de Russie est inhumé dans le mausolée grand-ducal de Saint-Pétersbourg, récemment inauguré. Nicolas II fut très affecté par la mort du grand-duc qui était son oncle préféré.

## Distinctions
- 3 juin 1872 : Ordre de Pierre Ier (Ordre brésilien);
- 9 janvier 1878 : Ordre de Saint-Georges (4e classe);

## À noter

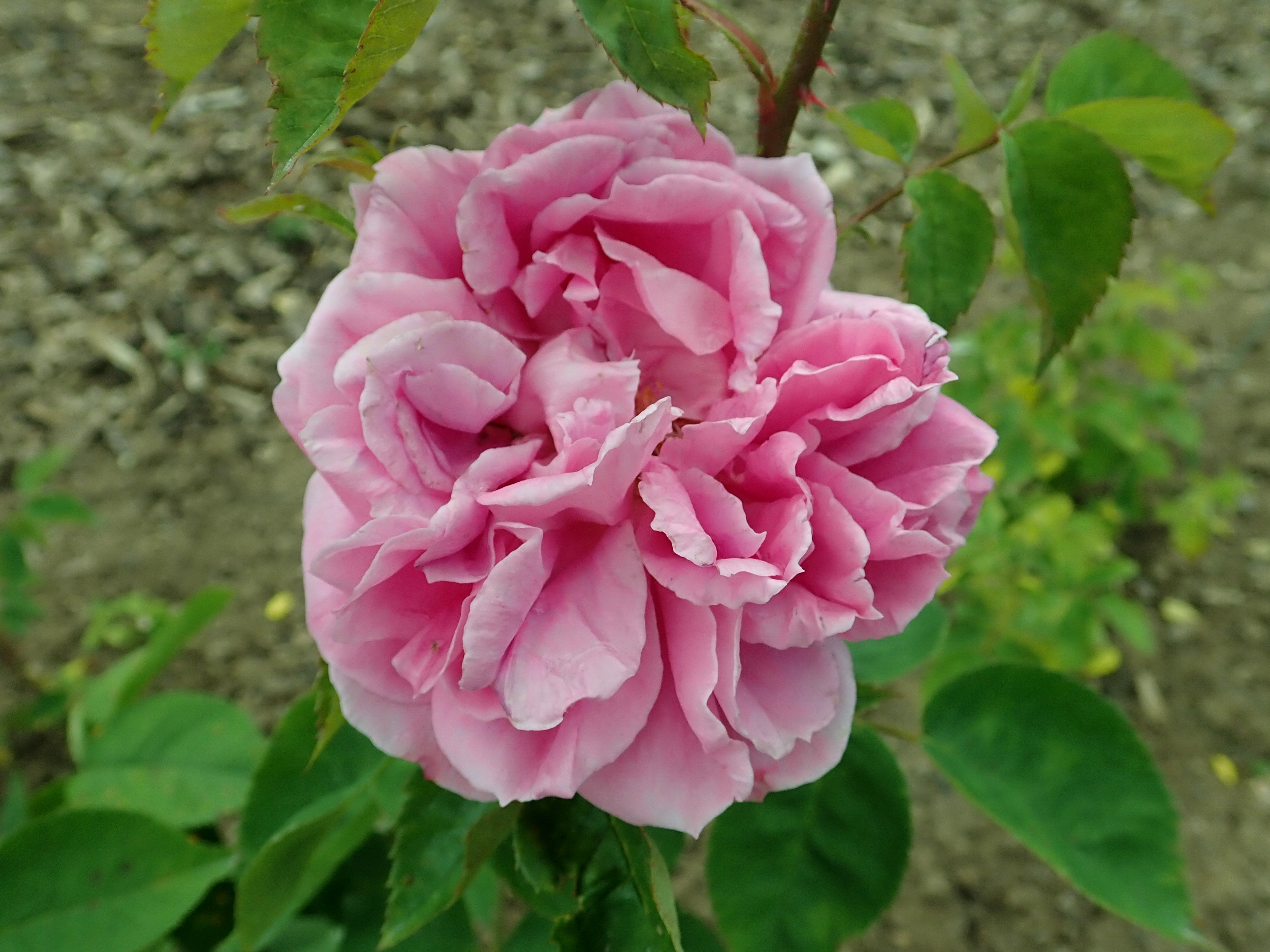
Rose 'Grand-Duc Alexis', à la roseraie de Sangerhausen.

Une rose, baptisée 'Grand-Duc Alexis', lui est dédiée en 1892.
Dans le film Maverick avec l'acteur Mel Gibson, il est fait allusion à la partie de chasse du grand-duc Alexis dans l'ouest du Nebraska. Il crut avoir tué un indien, mais en vérité c'était un buffle qu'il avait tué.
Le Journal du grand-duc Alexis fut retrouvé en 2006 dans les fonds de la Bibliothèque nationale de Russie, non encore publié à ce jour.
L'album Le Grand Duc, 40e (9e) la série Lucky Luke de Goscinny (textes) et Morris (dessins) raconte les tribulations d'un membre imaginaire de la famille impériale russe, le grand-duc Léonide, « représentant personnel et plénipotentiaire du tsar» accompagné de son aide de camp (le colonel Fédor Mikhaïlovitch Boulenkov), dont le désir le plus cher est de visiter le Far West. Lucky Luke est chargé par le gouvernement des États-Unis d'escorter Son Altesse Impériale... très vraisemblablement inspirée par le véritable grand-duc Alexis Alexandrovitch de Russie.

## Généalogie
Alexis Alexandrovitch de Russie appartient à la première branche de la Maison Oldenbourg-Russie (Holstein-Gottorp-Romanov) issue de la première branche de la Maison Holstein-Gottorp, elle-même issue de la première branche de la Maison d'Oldenbourg.